# 皮亚琴察省
皮亚琴察省（義大利語：Provincia di Piacenza）是意大利艾米利亚-罗马涅大区的一个省，首府皮亚琴察，2001年人口263,855。